# Albert Klomp
Albert Klomp (Albert Jansz. Klomp; (Amsterdam, 1625 - 1688) va ser un dibuixant i pintor barroc dels Països Baixos especialitzat en la pintura de paisatges campestres amb animals, principalment ramats de vaques. Relacionat amb Paulus Potter i influït per Aelbert Cuyp, a qui s'han atribuït algunes de les seves obres, els característics paisatges pastorals de Klomp es troben, entre altres llocs, en el Rijksmuseum de Amsterdam, el Museu Fitzwilliam de Cambridge, el Museu de Poznań o el Lázaro Galdiano de Madrid.